# Асен Маринов
Асен Йорданов Маринов е български електроинженер, радиотехник и учен.

## Биография
Роден е през 1905 година в Силистра. През 1935 година завършва електроинженерство в Гренобъл, Франция. През 1941 – 1942 година специализира радиоразпръскване в Германия.
Работи в Научноизследователския институт по съобщенията „Хараламби Трайков“., преподава Електроакустика в Държавната политехника. В 1969 година му е присъдено научно звание старши научен сътрудник І степен. Проектира телефонни кабини за междуселищни и селищни разговори, електроакустични уреди, участва в различни комисии към Министерството на съобщенията и Министерски съвет (1955 – 1980 г.).
Инженер Асен Маринов е автор на научни трудове, учебници и популяризаторски статии.
В Централния държавен архив се съхранява личен архивен фонд на Асен Маринов, който включва 82 архивни единици, сред които автобиография, лични документи и спомени за историята на радиото и радиоразпръскването в България.

## Съчинения

### Самостоятелни издания
- Уреди за озвучаване, издателство „Наука и изкуство“, 1956
- Електрически измервания, издателство „Техника“, 1959 (учебник, в съавторство с Тома Николов)
- Електроакустика. За студентите по радиотехника от Машинно-електротехн. инст., София, 1961, 346 с.
- Електроакустика и звукозапис, София, 1968 (в съавторство с инж. Никола З.Любенов)

### Статии
- Предистория на българското радиоразпръскване, сп. „Съобщения“, кн. 5/1980
- Икономическо значение за подобряване на работната среда, сп. „Съобщения“, кн. 7/1980 г.
- Приносът в развитието на съобщенията, сп. „Съобщения“, кн. 9/1981 г
- Перспективи за развитие на пощенските съобщения сп. „Съобщения“, кн. 11/1981 г.
- Ефективност на телефонните съобщения във функция от времето, сп. „Съобщения“, кн. 7/1983 г.
- Сирак-Скитник и радиоразпръскването, сп. „Съобщения“, кн.11/1983
- Телекомуникация и общество, сп. „Съобщения“, кн. 11/1984 г.